# Pempheridae
Pempheridae är en familj av fiskar. Pempheridae ingår i ordningen abborrartade fiskar (Perciformes). Enligt Catalogue of Life omfattar familjen Pempheridae 26 arter.
Arterna förekommer i västra Atlanten, i Stilla havet och i Indiska oceanen. De besöker även bräckt vatten. Stora familjemedlemmar når en längd av 30 cm. Det vetenskapliga namnet är bildat av det grekiska ordet pempheris, -idos som är beteckningen för en fisk.
Släkten enligt Catalogue of Life:
- Parapriacanthus
- Pempheris